# Pseudomops gloriosus
Pseudomops gloriosus är en kackerlacksart som beskrevs av Morgan Hebard 1920. Pseudomops gloriosus ingår i släktet Pseudomops och familjen småkackerlackor.
Artens utbredningsområde är Panama. Inga underarter finns listade i Catalogue of Life.